# Aéroport international Austin-Straubel
Ne pas confondre avec l'Aéroport international Austin-Bergstrom au Texas.
Pour les articles homonymes, voir GRB.
L’aéroport international Austin Straubel (code IATA : GRB • code OACI : KGRB) est un aéroport public situé dans le village d'Ashwaubenon, à 11 km au sud-ouest du quartier d'affaires de Green Bay, dans le comté de Brown, dans l'État du Wisconsin. Il a deux pistes et est utilisé pour les vols commerciaux et l'aviation générale. Il y 2 terminaux de 6 portes chacun, le second terminal a été terminé en décembre 2005. Il y a aussi 2 restaurants et 4 compagnies de location de voitures. 
L'aéroport est nommé d'après le Lt. Col. Austin Straubel, le premier aviateur du comté de Brown à avoir perdu la vie après 13 ans de service dans l'United States Army Air Corps le 3 février 1942.

## Équipements
L'aéroport a deux fixed base operators: Executive Air et Titletown. . L'aéroport couvre 2 441 acres et a deux pistes:
- Piste 18/36: 2 499 x 46m, Surface: béton, ILS.
- Piste 6/24: 2 347 x 46m, Surface: béton, ILS/DME.

## Situation
| \| 50 km1:7 465 000 \| Appleton Green Bay La Crosse Madison Milwaukee Mosinee Rhinelander Eau Claire |
| 50 km1:7 465 000                                                                                     |

## Statistiques
Pour des raisons techniques, il est temporairement impossible d'afficher le graphique qui aurait dû être présenté ici.

Voir la requête brute et les sources sur Wikidata.